# Druga savezna liga Jugoslavije u nogometu 1991./92.
Druga savezna nogometna liga za sezonu 1991./92. je predstavljala ligu drugog stupnja nogometnog prvenstva Jugoslavije i bila je četrdeset šesta i posljednje  
izdanje. 
 Liga se sastojala od jedinstvene lige od 20 ekipa. Prve dvije ekipe trebale su se kvalificirati u Prvu saveznu ligu, a posljednje četiri ekipe trebale su ispasti u Međurepubličku ligu (3. mjesto u natjecanju).
U odnosu na prošlu sezonu, izostale su momčadi iz Slovenije i Hrvatske (te su dvije države u ljeto 1991. godine proglasile neovisnost od Jugoslavije). 
 U proljeće 1992. BiH se također odvojila od SFRJ, a nedugo nakon toga i Makedonija. Time je proglašen kraj socijalističke Jugoslavije.

## Formiranje lige
Tijekom ljeta 1991. godine, nakon proglašenja neovisnosti Slovenije i Hrvatske, momčadi ovih dviju nacija napustile su jugoslavenski nogometni sustav. Za popunjavanje kadra, osim blokade ispadanja, iz Druge savezne lige 1990./91. promovirane su 4 momčadi umjesto dvije; dakle, iz istog razloga, Međurepubličke lige 1990./91. Promovirano ih je 9 umjesto 4, praktički svi koji su ostvarili prva tri mjesta u četiri trećeligaške skupine (a koji nisu bili ni slovenski ni hrvatski).
- Nitko nije ispao iz Prve savezne lige
- U Jedinstvenoj drugoj saveznoj ligi natjecali su se OFK Kikinda, Napredak Kruševac, Priština, Radnički Beograd, Mogren Budva, Bor, Mačva Šabac, Sloboda Užice, Iskra Bugojno, Leotar Trebinje i Borac Čačak
- U Međurepubličke lige plasirali su se Rudar Ljubija, Bečej, Vrbas, Hajduk Kula, Čelik Zenica, Jedinstvo Bijelo Polje, Balkan Skoplje, Radnički Kragujevac i Teteks Tetovo

## Sustav natjecanja
Igralo se u dvije faze. Momčadi su međusobno igrale dvokružni ligaški sustav. Igrala se po jedna utakmica na domaćem i gostujućem terenu. Prvakom je postala momčad koja je skupila najviše bodova u skupini za prvaka (za pobjedu su se dodjeljivala dva boda, za poraz nijedan, dok su se u slučaju neriješenog rezultata izvodili jedanaesterci pri čemu je pobjedniku iz raspucavanja pripao jedan bod).
Pravila koje su određivala poredak na ljestvici su bila: 1) broj osvojenih bodova, 2) omjer u međusobnim susretima, 3) gol-razlika, 4) veći broj postignutih golova, 5) baraž

## Sudionici
| Klub               | Grad         | Sezona 1990./91. | Sezona 1990./91.             |
| Klub               | Grad         | Poz.             | Rang                         |
| ------------------ | ------------ | ---------------- | ---------------------------- |
| OFK Kikinda        | Kikinda      | 5.               | Druga savezna liga           |
| Napredak           | Kruševac     | 7.               | Druga savezna liga           |
| Priština           | Priština     | 9.               | Druga savezna liga           |
| Radnički           | Novi Beograd | 10,              | Druga savezna liga           |
| Mogren             | Budva        | 11.              | Druga savezna liga           |
| Bor                | Bor          | 13.              | Druga savezna liga           |
| Mačva              | Šabac        | 14.              | Druga savezna liga           |
| Sloboda            | Užice        | 15.              | Druga savezna liga           |
| Iskra              | Bugojno      | 17.              | Druga savezna liga           |
| Leotar             | Trebinje     | 18.              | Druga savezna liga           |
| Borac              | Čačak        | 19.              | Druga savezna liga           |
| Rudar Ljubija      | Prijedor     | 3.               | Međurepublička liga – Zapad  |
| Bečej              | Bečej        | 1.               | Međurepublička liga – Sjever |
| Vrbas              | Vrbas        | 2.               | Međurepublička liga – Sjever |
| Hajduk             | Kula         | 3.               | Međurepublička liga – Sjever |
| Čelik              | Zenica       | 1.               | Međurepublička liga – Jug    |
| Jedinstvo          | Bijelo Polje | 2.               | Međurepublička liga – Jug    |
| Balkan Stokokomerc | Skoplje      | 1.               | Međurepublička liga – Istok  |
| Radnički           | Kragujevac   | 2.               | Međurepublička liga – Istok  |
| Teteks             | Tetovo       | 3.               | Međurepublička liga – Istok  |

## Ljestvica
Nakon proglašenja neovisnosti Bosne i Hercegovine i Makedonije, momčadi ovih dviju država napustile su jugoslavenski nogometni sustav. Po završetku popisa, 7 momčadi umjesto 2 unaprijeđeno je u Prvu ligu 1992./93., a ispadanja su blokirana.
| mj.     | klub                   | ut. | pob. | ner. | por. | gol+ | gol- | gr  | bod |
| ------- | ---------------------- | --- | ---- | ---- | ---- | ---- | ---- | --- | --- |
| 1.      | Bečej                  | 36  | 23   | 2−3  | 8    | 69   | 34   | +35 | 48  |
| 2.      | Hajduk Kula            | 36  | 21   | 5−1  | 9    | 62   | 34   | +28 | 47  |
| 3.      | Radnički Beograd       | 36  | 20   | 3−4  | 9    | 58   | 38   | +20 | 43  |
| 4.      | Mogren Budva           | 36  | 19   | 2−3  | 12   | 51   | 44   | +7  | 40  |
| 5.      | OFK Kikinda            | 36  | 17   | 5−3  | 11   | 50   | 35   | +15 | 39  |
| 6.      | Priština               | 36  | 19   | 1−0  | 16   | 52   | 44   | +8  | 39  |
| 7.      | Napredak Kruševac      | 36  | 16   | 5−2  | 13   | 61   | 47   | +14 | 37  |
| 8.      | Sloboda Užice          | 36  | 15   | 6−2  | 13   | 39   | 37   | +2  | 36  |
| 9.      | Radnički Kragujevac    | 36  | 16   | 3−2  | 15   | 54   | 44   | +10 | 35  |
| 10.     | Mačva Šabac            | 36  | 14   | 1−3  | 18   | 51   | 46   | +5  | 29  |
| 11.     | Borac Čačak            | 36  | 13   | 2−7  | 14   | 42   | 43   | −1  | 28  |
| 12.     | Teteks Tetovo          | 36  | 14   | 0−3  | 19   | 45   | 68   | −23 | 28  |
| 13.     | Vrbas                  | 36  | 12   | 3−5  | 16   | 43   | 50   | −7  | 27  |
| 14.     | Jedinstvo Bijelo Polje | 36  | 11   | 5−4  | 16   | 41   | 50   | −9  | 27  |
| 15.     | Bor                    | 36  | 10   | 6−2  | 18   | 35   | 51   | −16 | 26  |
| 16.     | Leotar Trebinje        | 36  | 11   | 2−2  | 21   | 40   | 61   | −21 | 24  |
| 17.     | Čelik Zenica           | 19  | 10   | 3−1  | 5    | 38   | 18   | +20 | 23  |
| 18.     | Rudar Ljubija          | 36  | 10   | 1−2  | 23   | 29   | 65   | −36 | 21  |
| 19.     | Balkan Skoplje         | 36  | 9    | 2−6  | 19   | 23   | 57   | −34 | 20  |
| 20.     | Iskra Bugojno          | 19  | 4    | 1−3  | 11   | 19   | 36   | −17 | 9   |
|         |                        |     |      |      |      |      |      |     |     |
| Izvori: |                        |     |      |      |      |      |      |     |     |

- Viši rang:
  - Bečej, Hajduk Kula, Radnički Beograd, Mogren Budva, OFK Kikinda, Priština i Napredak Kruševac plasirali su se u novoformiranu Prvu ligu SR Jugoslavije u nogometu 1992./93.
- Ispali:
  - Teteks Tetovo, Leotar Trebinje, Čelik Zenica, Rudar Ljubija, Balkan Skoplje i Iskra Bugojno napuštaju jugoslavenski nogometni sustav
- Napomena:
  - 2. savezna liga SFRJ je ukinuta.
  - Sloboda Užice, Radnički Kragujevac, Mačva Šabac, Borac Čačak, Vrbas, Jedinstvo Bijelo Polje i Bor (iz Druge savezne lige), Novi Sad, Dinamo Pančevo, Inđija, Obilić Beograd, Rudar Pljevlja, Mladost Lučani, Novi Pazar, Zastava Kragujevac, Sloga Kraljevo, Jastrebac Niš, Dubočica Leskovac, Radnički Pirot i Timok Zaječar (iz Međurepubličke lige) spojeni su u novoformiranu Drugu ligu SR Jugoslavije u nogometu 1992./93.

## Ljestvica strijelaca
| Pog.    | Ime          | Klub                   |
| ------- | ------------ | ---------------------- |
| 16      | Đokić        | Radnički Kragujevac    |
| 15      | Gluščević    | Radnički Beograd       |
| 15      | Kurgaš       | Jedinstvo Bijelo Polje |
| 14      | Trkulja      | Bečej                  |
| 14      | Bolić        | Čelik Zenica           |
| 13      | Palčić       | Radnički Kragujevac    |
| 12      | Kabić        | Mačva Šabac            |
| 12      | Grgurović    | Hajduk Kula            |
| 11      | Mil. Bajević | Mogren                 |
| 11      | Mihajlović   | Sloboda                |
| 11      | Tepavčević   | Vrbas                  |
| 11      | Knežević     | Vrbas                  |
| 11      | Radivojević  | Napredak               |
| Izvori: |              |                        |

## Rezultati
- Bosanskohercegovački Čelik Zenica i Iskra Bugojno odustali su nakon 24. kola (29. ožujka 1992.), pa su utakmice jesenskog dijela validirane (19 utakmica), a 5 odigranih u proljetnom dijelu su poništene.
- Bosanskohercegovački Leotar Trebinje i Rudar Ljubija odustali su nakon 29. kola (26. travnja 1992.), odnosno nakon sredine proljetnog dijela, pa su dotadašnji rezultati potvrđeni, a u preostalim utakmicama dosuđeno je 0:3 u korist protivnika.
- Makedonski Balkan Skoplje i Teteks Tetovo odustali su nakon 35. kola (27. svibnja 1992.), pa su dotadašnji rezultati potvrđeni, a u preostalim utakmicama rezultat je bio 0:3 u korist protivnika.

### Semafor
|                        | BAL  | BEČ  | BOR  | ČAČ  | ČEL  | HAJ  | ISK  | JED  | KIK  | LEO  | MAČ  | MOG  | NAP  | PRI  | BEO  | KRA  | RUD  | SLO  | TET  | VRB  |
| ---------------------- | ---- | ---- | ---- | ---- | ---- | ---- | ---- | ---- | ---- | ---- | ---- | ---- | ---- | ---- | ---- | ---- | ---- | ---- | ---- | ---- |
| Balkan Skoplje         | –––– | 0:2  | 2:0  | 1:1  | –    | 2:1  | –    | 1:0  | 0:3  | 0:3  | 1:0  | 1:0  | 0:0  | 1:2  | 1:0  | 1:1  | 2:1  | 0:0  | 2:1  | 3:2  |
| Bečej                  | 4:0  | –––– | 3:2  | 1:0  | –    | 1:1  | –    | 2:0  | 3:0  | 2:0  | 2:1  | 2:1  | 5:4  | 3:0  | 4:2  | 2:0  | 3:0  | 6:1  | 3:1  | 2:0  |
| Bor                    | 2:0  | 2:4  | –––– | 1:3  | 1:0  | 0:0  | 1:1  | 3:1  | 3:0  | 3:1  | 1:2  | 0:0  | 0:1  | 1:0  | 1:1  | 0:0  | 2:3  | 2:1  | 2:1  | 1:2  |
| Borac Čačak            | 3:0  | 2:2  | 3:0  | –––– | 0:2  | 1:2  | 1:0  | 1:3  | 0:0  | 3:2  | 4:0  | 1:1  | 1:0  | 4:1  | 0:0  | 3:1  | 3:0  | 1:1  | 2:0  | 2:0  |
| Čelik Zenica           | 4:0  | 2:2  | –    | –    | –––– | 4:1  | 3:1  | 3:0  | –    | –    | 3:1  | 6:0  | 2:1  | –    | –    | 3:1  | 2:0  | –    | –    | –    |
| Hajduk Kula            | 1:0  | 1:0  | 1:0  | 3:0  | –    | –––– | –    | 2:1  | 1:0  | 5:0  | 1:0  | 2:1  | 1:1  | 2:0  | 4:1  | 3:2  | 1:0  | 2:1  | 4:0  | 1:1  |
| Iskra Bugojno          | 1:0  | 1:0  | –    | –    | –    | 2:7  | –––– | 0:1  | –    | –    | 2:0  | 4:0  | 2:2  | –    | –    | 1:1  | 0:0  | –    | –    | 3:2  |
| Jedinstvo Bijelo Polje | 1:1  | 0:0  | 1:1  | 0:0  | –    | 0:3  | –    | –––– | 2:1  | 3:0  | 1:3  | 2:0  | 0:2  | 2:0  | 2:3  | 2:0  | 3:0  | 0:0  | 4:1  | 2:0  |
| OFK Kikinda            | 0:0  | 2:1  | 1:0  | 2:0  | 2:0  | 2:1  | 4:1  | 2:2  | –––– | 1:0  | 2:1  | 1:0  | 4:2  | 3:0  | 0:0  | 1:2  | 5:2  | 0:2  | 3:0  | 1:1  |
| Leotar Trebinje        | 1:1  | 1:0  | 0:3  | 4:1  | 0:0  | 2:1  | 2:0  | 0:0  | 1:2  | –––– | 0:3  | 0:0  | 3:0  | 0:3  | 0:3  | 3:1  | 2:1  | 1:0  | 0:1  | 3:1  |
| Mačva Šabac            | 2:0  | 0:1  | 0:0  | 3:0  | –    | 1:3  | –    | 0:1  | 0:0  | 3:1  | –––– | 3:2  | 1:1  | 2:1  | 3:0  | 3:2  | 1:0  | 2:0  | 4:1  | 3:0  |
| Mogren Budva           | 3:0  | 2:1  | 0:2  | 1:0  | –    | 2:0  | –    | 1:0  | 2:1  | 3:0  | 3:1  | –––– | 1:0  | 1:0  | 1:0  | 1:1  | 4:0  | 2:0  | 3:1  | 4:0  |
| Napredak Kruševac      | 5:1  | 0:1  | 2:0  | 0:0  | –    | 0:1  | –    | 4:0  | 0:0  | 3:2  | 2:0  | 5:2  | –––– | 2:0  | 2:0  | 5:2  | 1:0  | 2:1  | 5:3  | 2:0  |
| Priština               | 1:0  | 4:0  | 2:0  | 0:0  | 2:0  | 1:0  | 4:0  | 3:1  | 3:0  | 3:2  | 2:0  | 1:2  | 2:1  | –––– | 1:0  | 2:1  | 2:0  | 2:0  | 3:1  | 3:1  |
| Radnički Beograd       | 2:1  | 4:2  | 4:1  | 1:0  | 3:2  | 1:1  | 2:0  | 3:0  | 1:0  | 1:0  | 1:0  | 1:1  | 3:0  | 2:1  | –––– | 4:2  | 1:2  | 3:1  | 4:1  | 1:0  |
| Radnički Kragujevac    | 2:0  | 1:0  | 3:0  | 0:1  | –    | 2:0  | –    | 3:1  | 2:1  | 3:0  | 1:0  | 5:2  | 1:0  | 1:0  | 0:1  | –––– | 2:0  | 2:0  | 4:0  | 2:0  |
| Rudar Ljubija          | 3:0  | 0:3  | 1:0  | 1:0  | –    | 1:1  | –    | 2:1  | 0:3  | 0:3  | 0:3  | 0:2  | 0:3  | 4:1  | 2:0  | 0:0  | –––– | 2:1  | 3:0  | 0:3  |
| Sloboda Užice          | 2:0  | 1:0  | 4:0  | 3:0  | 0:0  | 1:0  | 2:0  | 3:2  | 1:0  | 1:0  | 1:1  | 1:0  | 1:1  | 2:1  | 1:1  | 1:0  | 2:1  | –––– | 2:0  | 0:0  |
| Teteks Tetovo          | 2:0  | 0:1  | 1:1  | 3:1  | 1:1  | 3:2  | 3:1  | 1:1  | 0:2  | 3:1  | 2:0  | 3:1  | 2:1  | 2:1  | 0:3  | 2:1  | 3:0  | 1:0  | –––– | 2:1  |
| Vrbas                  | 1:1  | 0:0  | 0:1  | 2:0  | 2:1  | 0:2  | –    | 1:1  | 1:1  | 3:2  | 4:2  | 0:1  | 5:1  | 3:0  | 1:1  | 1:0  | 2:0  | 2:1  | 1:0  | –––– |
| Izvori:                |      |      |      |      |      |      |      |      |      |      |      |      |      |      |      |      |      |      |      |      |

### Kalendar (jesen)
| 1. kolo 11. 8. 1991. Radnički (K) – Rudar 2:0 Radnički (B) – Borac 1:0 Iskra – Bečej 0:1 Vrbas – Teteks 1:0 Čelik – Jedinstvo 3:0 Mačva – Sloboda 2:0 Leotar – Hajduk 2:1 Napredak – Bor 2:0 Kikinda – Mogren 1:0 Balkan – Priština 1:2 | 2. kolo 18. 8. 1991. Rudar – Priština 4:1 Mogren – Balkan 3:0 Bor – Kikinda 3:0 Hajduk – Napredak 1:1 (4:2 pen) Sloboda – Leotar 1:0 Jedinstvo – Mačva 1:3 Teteks – Čelik 1:1 (5:6 pen) Bečej – Vrbas 2:0 Borac – Iskra 1:0 Radnički (K) – Radnički (B) 0:1 |

| 3. kolo 25. 8. 1991. Radnički (B) – Rudar 1:2 Iskra – Radnički (K) 1:1 (5:7 pen) Vrbas – Borac 2:0 Čelik – Bečej 2:2 (5:3 pen) Mačva – Teteks 4:1 Leotar – Jedinstvo 0:0 (2:4 pen) Napredak – Sloboda 2:1 Kikinda – Hajduk 2:1 Balkan – Bor 2:0 Priština – Mogren 1:2 | 4. kolo 1. 9. 1991. Rudar – Mogren 0:2 Bor – Priština 1:0 Hajduk – Balkan 1:0 Sloboda – Kikinda 1:0 Jedinstvo – Napredak 0:2 Teteks – Leotar 3:1 Bečej – Mačva 2:1 Borac – Čelik 0:2 Radnički (K) – Vrbas 2:0 Radnički (B) – Iskra 2:0 |

| 5. kolo 8. 9. 1991. Čelik – Radnički (K) 3:1 Iskra – Rudar 0:0 (4:3 pen) Vrbas – Radnički (B) 1:1 (4:3 pen) Mačva – Borac 3:0 Napredak – Teteks 5:3 Kikinda – Jedinstvo 2:2 (6:4 pen) Balkan – Sloboda 0:0 (3:4 pen) Priština – Hajduk 1:0 Leotar – Bečej 1:0 Mogren – Bor 2:0 | 6. kolo 15. 9. 1991. Rudar – Bor 1:0 Hajduk – Mogren 2:1 Sloboda – Priština 2:1 Jedinstvo – Balkan 1:1 (1:4 pen) Teteks – Kikinda 0:2 Bečej – Napredak 5:4 Borac – Leotar 3:2 Radnički (K) – Mačva 1:0 Radnički (B) – Čelik 3:2 Iskra – Vrbas 3:2 |

| 7. kolo 22. 9. 1991. Vrbas – Rudar 2:0 Čelik – Iskra 3:1 Mačva – Radnički (B) 3:0 Leotar – Radnički (K) 3:1 Napredak – Borac 0:0 (6:5 pen) Kikinda – Bečej 2:1 Balkan – Teteks 2:1 Priština – Jedinstvo 3:1 Mogren – Sloboda 2:0 Bor – Hajduk 0:0 (3:1 pen) | 8. kolo 29. 9. 1991. Rudar – Hajduk 1:1 (3:5 pen) Sloboda – Bor 4:0 Jedinstvo – Mogren 2:0 Teteks – Priština 2:1 Bečej – Balkan 4:0 Borac – Kikinda 0:0 (9:10 pen) Radnički (K) – Napredak 1:0 Radnički (B) – Leotar 1:0 Iskra – Mačva 2:0 Vrbas – Čelik 2:1 |

| 9. kolo 6. 10. 1991. Čelik – Rudar 2:0 Mačva – Vrbas 3:0 Leotar – Iskra 2:0 Napredak – Radnički (B) 2:0 Kikinda – Radnički (K) 1:2 Balkan – Borac 1:1 (8:7 pen) Priština – Bečej 4:0: Mogren – Teteks 3:1 Bor – Jedinstvo 3:1 Hajduk – Sloboda 2:1 | 10. kolo 9. 10. 1991. Rudar – Sloboda 2:1 Jedinstvo – Hajduk 0:3 (službeni rezultat) Teteks – Bor 1:1 (4:5 pen) Bečej – Mogren 2:1 Borac – Priština 4:1 Radnički (K) – Balkan 2:0 Radnički (B) – Kikinda 1:0 Iskra – Napredak 2:2 (2:4 pen) Vrbas – Leotar 3:2 Čelik – Mačva 3:1 |

| 11. kolo 13. 10. 1991. Mačva – Rudar 1:0 Leotar – Čelik 0:0 (7:6 pen) Napredak – Vrbas 2:0 Kikinda – Iskra 4:1 Balkan – Radnički (B) 1:0 Priština – Radnički (K) 2:1 Mogren – Borac 1:0 Bor – Bečej 2:4 Hajduk – Teteks 4:0 Sloboda – Jedinstvo 3:2 | 12. kolo 20. 10. 1991. Rudar – Jedinstvo 2:1 Teteks – Sloboda 1:0 Bečej – Hajduk 1:1 (2:4 pen) Borac – Bor 3:0 Radnički (K) – Mogren 5:2 Radnički (B) – Priština 2:1 Iskra – Balkan 1:0 Vrbas – Kikinda 1:1 (4:2 pen) Čelik – Napredak 2:1 Mačva – Leotar 3:1 |

| 13. kolo 27. 10. 1991. Leotar – Rudar 2:1 Napredak – Mačva 2:0 Kikinda – Čelik 2:0 Balkan – Vrbas 3:2 Priština – Iskra 4:0 Mogren – Radnički (B) 1:0 Bor – Radnički (K) 0:0 (4:3 pen) Hajduk – Borac 3:0 Sloboda – Bečej 1:0 Jedinstvo – Teteks 4:1 | 14. kolo 3. 11. 1991. Rudar – Teteks 3:0 (službeni rezultat) Bečej – Jedinstvo 2:0 Borac – Sloboda 1:1 (5:4 pen) Radnički (K) – Hajduk 2:0 Radnički (B) – Bor 4:1 Iskra – Mogren 4:0 Vrbas – Priština 3:0 Čelik – Balkan 4:0 Mačva – Kikinda 0:0 (1:3 pen) Leotar – Napredak 3:0 |

| 15. kolo 10. 11. 1991. Napredak – Rudar 1:0 Kikinda – Leotar 1:0 Balkan – Mačva 1:0 Priština – Čelik 2:0 Mogren – Vrbas 4:0 Bor – Iskra 1:1 (4:2 pen) Hajduk – Radnički (B) 4:1 Sloboda – Radnički (K) 1:0 Jedinstvo – Borac 0:0 (4:2 pen) Teteks – Bečej 0:1 | 16. kolo 17. 11. 1991. Rudar – Bečej 0:3 (službeni rezultat) Borac – Teteks 2:0 Radnički (K) – Jedinstvo 3:1 Radnički (B) – Sloboda 3:1 Iskra – Hajduk 2:7 Vrbas – Bor 0:1 Čelik – Mogren 6:0 Mačva – Priština 2:1 Leotar – Balkan 1:1 (4:3 pen) Napredak – Kikinda 0:0 (10:9 pen) |

| 17. kolo 24. 11. 1991. Kikinda – Rudar 5:2 Balkan – Napredak 0:0 (2:3 pen) Priština – Leotar 3:2 Mogren – Mačva 3:1 Bor – Čelik 1:0 Hajduk – Vrbas 1:1 (3:2 pen) Sloboda – Iskra 2:0 Jedinstvo – Radnički (B) 2:3 Teteks – Radnički (K) 2:1 Bečej – Borac 1:0 | 18. kolo 1. 12. 1991. Rudar – Borac 1:0 Radnički (K) – Bečej 1:0 Radnički (B) – Teteks 4:1 Iskra – Jedinstvo 0:1 Vrbas – Sloboda 2:1 Čelik – Hajduk 4:1 Mačva – Bor 0:0 (4:2 pen) Leotar – Mogren 0:0 (3:5 pen) Napredak – Priština 2:0 Kikinda – Balkan 0:0 (6:5 pen) |

| 19. kolo 8. 12. 1991. Balkan – Rudar 2:1 Priština – Kikinda 3:0 Mogren – Napredak 1:0 Bor – Leotar 3:1 Hajduk – Mačva 1:0 Sloboda – Čelik 0:0 (4:5 pen) Jedinstvo – Vrbas 2:0 Teteks – Iskra 2:0 Bečej – Radnički (B) 4:2 Borac – Radnički (K) 3:1 |

### Kalendar (proljeće)
| 20. kolo 1. 3. 1992. Rudar – Radnički (K) 0:0 (5:3 pen) Borac – Radnički (B) 0:0 (5:6 pen) Bečej – Iskra nije igrano Teteks – Vrbas 2:1 Jedinstvo – Čelik nije igrano Sloboda – Mačva 1:1 (3:2 pen) Hajduk – Leotar 5:0 Bor – Napredak 0:1 Mogren – Kikinda 2:1 Priština – Balkan 1:0 | 21. kolo 8. 3. 1992. Priština – Rudar 2:0 Balkan – Mogren 1:0 Kikinda – Bor 1:0 Napredak – Hajduk 0:1 Leotar – Sloboda 1:0 Mačva – Jedinstvo 0:1 Čelik – Teteks nije igrano Vrbas – Bečej 0:0 (6:7 pen) Iskra – Borac nije igrano Radnički (B) – Radnički (K) 4:2 |

| 22. kolo 15. 3. 1992. Rudar – Radnički (B) 2:0 Radnički (K) – Iskra nije igrano Borac – Vrbas 2:0 Bečej – Čelik nije igrano Teteks – Mačva 2:0 Jedinstvo – Leotar 3:0 Sloboda – Napredak 1:1 (4:3 pen) Hajduk – Kikinda 1:0 Bor – Balkan 2:0 Mogren – Priština 1:0 | 23. kolo 22. 3. 1992. Mogren – Rudar 4:0 Priština – Bor 2:0 Balkan – Hajduk 2:1 Kikinda – Sloboda 0:2 Napredak – Jedinstvo 4:0 Leotar – Teteks 0:1 Mačva – Bečej 0:1 Čelik – Borac nije igrano Vrbas – Radnički (K) 1:0 Iskra – Radnički (B) nije igrano |

| 24. kolo, 29. ožujka 1992.   |                   |
| Rudar (Lj) – Iskra (B)       | 4:0 (nije igrano) |
| Radnički (B) – Vrbas         | 1:0               |
| Radnički (K) – Čelik (Z)     | 2:0 (nije igrano) |
| Borac (Č) – Mačva (Š)        | 4:0               |
| Bečej – Leotar (T)           | 2:0               |
| Teteks (T) – Napredak (K)    | 2:1               |
| Jedinstvo (BP) – OFK Kikinda | 2:1               |
| Sloboda (U) – Balkan (S)     | 2:0               |
| Hajduk (K) – Priština        | 2:0               |
| Bor – Mogren (B)             | 0:0 (5:4 pen)     |

| mj.     | klub                   | ut. | pob. | ner. | por. | gol+ | gol- | G+/- | bod |
| ------- | ---------------------- | --- | ---- | ---- | ---- | ---- | ---- | ---- | --- |
| 1.      | Bečej                  | 24  | 16   | 1−2  | 5    | 48   | 22   | +26  | 33  |
| 2.      | Mogren Budva           | 24  | 15   | 1−1  | 7    | 39   | 23   | +16  | 31  |
| 3.      | Hajduk Kula            | 24  | 13   | 4−1  | 6    | 44   | 22   | +22  | 30  |
| 4.      | Radnički Beograd       | 24  | 14   | 1−1  | 8    | 36   | 30   | +6   | 29  |
| 5.      | Čelik Zenica           | 24  | 12   | 3−1  | 8    | 45   | 26   | +19  | 27  |
| 6.      | Napredak Kruševac      | 24  | 11   | 4−2  | 7    | 35   | 23   | +12  | 26  |
| 7.      | Radnički Kragujevac    | 24  | 12   | 1−2  | 9    | 36   | 25   | +11  | 25  |
| 8.      | Priština               | 24  | 12   | 0−0  | 12   | 36   | 32   | +4   | 24  |
| 9.      | Sloboda Užice          | 24  | 10   | 3−2  | 9    | 27   | 23   | +4   | 23  |
| 10.     | OFK Kikinda            | 24  | 9    | 4−2  | 9    | 26   | 25   | +1   | 22  |
| 11.     | Borac Čačak            | 24  | 9    | 1−5  | 9    | 28   | 22   | +6   | 20  |
| 12.     | Mačva Šabac            | 24  | 9    | 1−2  | 12   | 28   | 28   | 0    | 19  |
| 13.     | Rudar Ljubija          | 24  | 9    | 1−2  | 12   | 26   | 35   | −9   | 19  |
| 14.     | Bor                    | 24  | 7    | 5−1  | 11   | 19   | 30   | −11  | 19  |
| 15.     | Vrbas                  | 24  | 8    | 2−2  | 12   | 26   | 34   | −8   | 18  |
| 16.     | Jedinstvo Bijelo Polje | 24  | 8    | 2−2  | 12   | 30   | 41   | −11  | 18  |
| 17.     | Balkan Skoplje         | 24  | 8    | 2−4  | 10   | 18   | 30   | −12  | 18  |
| 18.     | Teteks Tetovo          | 24  | 9    | 0−2  | 13   | 29   | 46   | −17  | 18  |
| 19.     | Leotar Trebinje        | 24  | 7    | 2−2  | 13   | 24   | 36   | −12  | 16  |
| 20.     | Iskra Bugojno          | 24  | 3    | 1−3  | 17   | 15   | 63   | −48  | 7   |
|         |                        |     |      |      |      |      |      |      |     |
| Izvori: |                        |     |      |      |      |      |      |      |     |

| 25. kolo 6. 4. 1992. Bor – Rudar 2:3 Mogren – Hajduk 2:0 Priština – Sloboda 2:0 Balkan – Jedinstvo 1:0 Kikinda – Teteks 3:0 Napredak – Bečej 0:1 Leotar – Borac 4:1 Čelik – Radnički (B) nije igrano Mačva – Radnički (K) 3:2 Vrbas – Iskra nije igrano | 26. kolo 12. 4. 1992. Rudar – Vrbas 0:3 (službeni rezultat) Iskra – Čelik nije igrano Radnički (B) – Mačva 1:0 Radnički (K) – Leotar 3:0 Borac – Napredak 1:0 Bečej – Kikinda 3:0 Teteks – Balkan 2:0 Jedinstvo – Priština 2:0 Sloboda – Mogren 1:0 Hajduk – Bor 1:0 |

| 27. kolo 19. 4. 1992. Hajduk – Rudar 1:0 Bor – Sloboda 2:1 Mogren – Jedinstvo 1:0 Priština – Teteks 3:1 Balkan – Bečej 0:2 Kikinda – Borac 2:0 Leotar – Radnički (B) 0:3 (službeni rezultat) Napredak – Radnički (K) 5:2 Mačva – Iskra nije igrano Čelik – Vrbas nije igrano | 28. kolo 22. 4. 1992. Rudar – Čelik nije igrano Vrbas – Mačva 4:2 Iskra – Leotar nije igrano Radnički (B) – Napredak 3:0 Radnički (K) – Kikinda 2:1 Borac – Balkan 3:0 Bečej – Priština 3:0 Teteks – Mogren 3:1 Jedinstvo – Bor 1:1 (5:3 pen) Sloboda – Hajduk 1:0 |

| 29. kolo 26. 4. 1992. Sloboda – Rudar 2:1 Hajduk – Jedinstvo 2:1 Bor – Teteks 2:1 Mogren – Bečej 2:1 Priština – Borac 0:0 (3:1 pen) Balkan – Radnički (K) 1:1 (8:9 pen) Kikinda – Radnički (B) 0:0 (2:4 pen) Napredak – Iskra nije igrano Leotar – Vrbas 3:1 Mačva – Čelik nije igrano | 30. kolo 3. 5. 1992. Vrbas – Napredak 5:1 Rudar – Mačva 0:3 (službeni rezultat) Čelik – Leotar nije igrano Radnički (B) – Balkan 2:1 Iskra – Kikinda nije igrano Radnički (K) – Priština 1:0 Borac – Mogren 1:1 (1:4 pen) Bečej – Bor 3:2 Teteks – Hajduk 3:2 Jedinstvo – Sloboda 0:0 (4:5 pen) |

| 31. kolo 10. 5. 1992. Jedinstvo – Rudar 3:0 (službeni rezultat) Sloboda – Teteks 2:0 Hajduk – Bečej 1:0 Bor – Borac 1:3 Mogren – Radnički (K) 1:1 (3:4 pen) Priština – Radnički (B) 1:0 Balkan – Iskra nije igrano Kikinda – Vrbas 1:1 (4:3 pen) Napredak – Čelik nije igrano Leotar – Mačva 0:3 (službeni rezultat) | 32. kolo 13. 5. 1992. Rudar – Leotar 0:3 (službeni rezultat) Mačva – Napredak 1:1 (4:5 pen) Čelik – Kikinda nije igrano Vrbas – Balkan 1:1 (5:4 pen) Iskra – Priština nije igrano Radnički (B) – Mogren 1:1 (5:4 pen) Radnički (K) – Bor 3:0 Borac – Hajduk 1:2 Bečej – Sloboda 6:1 Teteks – Jedinstvo 1:1 (2:4 pen) |

| 33. kolo 17. 5. 1992. Teteks – Rudar 3:0 (službeni rezultat) Jedinstvo – Bečej 0:0 (6:7 pen) Sloboda – Borac 3:0 Hajduk – Radnički (K) 3:2 Bor – Radnički (B) 1:1 (5:4 pen) Mogren – Iskra nije igrano Priština – Vrbas 3:1 Balkan – Čelik nije igrano Kikinda – Mačva 2:1 Napredak – Leotar 3:2 | 34. kolo 24. 5. 1992. Rudar – Napredak 0:3 (službeni rezultat) Leotar – Kikinda 1:2 Mačva – Balkan 2:0 Čelik – Priština nije igrano Vrbas – Mogren 0:1 Iskra – Bor nije igrano Radnički (B) – Hajduk 1:1 (4:5 pen) Radnički (K) – Sloboda 2:0 Borac – Jedinstvo 1:3 Bečej – Teteks 3:0 |

| 35. kolo 27. 5. 1992. Bečej – Rudar 3:0 (službeni rezultat) Teteks – Borac 3:1 Jedinstvo – Radnički (K) 2:0 Sloboda – Radnički (B) 1:1 (5:3 pen) Hajduk – Iskra nije igrano Bor – Vrbas 1:2 Mogren – Čelik nije igrano Priština – Mačva 2:0 Kikinda – Napredak 4:2 Balkan – Leotar 0:3 (službeni rezultat) | 36. kolo 31. 5. 1992. Rudar – Kikinda 0:3 (službeni rezultat) Napredak – Balkan 5:1 Leotar – Priština 0:3 (službeni rezultat) Mačva – Mogren 3:2 Čelik – Bor nije igrano Vrbas – Hajduk 0:2 Iskra – Sloboda nije igrano Radnički (B) – Jedinstvo 3:0 Radnički (K) – Teteks 4:0 Borac – Bečej 2:2 (5:4 pan) |

| 37. kolo 7. 6. 1992. Borac – Rudar 3:0 (službeni rezultat) Bečej – Radnički (K) 2:0 Teteks – Radnički (B) 0:3 (službeni rezultat) Jedinstvo – Iskra nije igrano Sloboda – Vrbas 0:0 (4:3 pen) Hajduk – Čelik nije igrano Bor – Mačva 1:2 Mogren – Leotar 3:0 (službeni rezultat) Priština – Napredak 2:1 Balkan – Kikinda 0:3 (službeni rezultat) | 38. kolo 13. 6. 1992. Rudar – Balkan 3:0 (službeni rezultat) Kikinda – Priština 3:0 Napredak – Mogren 5:2 Leotar – Bor 0:3 (službeni rezultat) Radnički (B) – Bečej 4:2 Radnički (K) – Borac 0:1 Mačva – Hajduk 1:3 Čelik – Sloboda nije igrano Vrbas – Jedinstvo 1:1 (2:4 pen) Iskra – Teteks nije igrano |

## Poveznice
- Prva savezna liga 1991./92.
- Međurepubličke lige 1991./92.
- Kup Jugoslavije u nogometu 1991./92.

## Vanjske poveznice
- YU FUDBAL 1991/1992 TEMPO ALMANAH
- rsssf.org
- RAT, RASPAD SFR JUGOSLAVIJE, SANKCIJE
- Vremeplov 5: Ligaška takmičenja posle 1992.godine